# 578 Гаппелія
578 Гаппелія (578 Happelia) — астероїд головного поясу, відкритий 1 листопада 1905 року Максом Вольфом у Гейдельберзі.